# Høve Stræde
Høve Stræde er en 1.610 meter lang bakke og vej mellem Høve og Høve Strand i Odsherred Kommune. Den er en del af sekundærrute 225. Bakken stiger mod syd og slutter ved Møllestrædet i Høve. Der er 75 højdemeter med en gennemsnitlig stigning på 4,7 procent.

## Cykling
2. etape af Tour de France 2022 havde en bjergspurt på Høve Stræde, hvor den anden spurt til den prikkede bjergtrøje i Tour de France 2022 skulle uddeles. Fordi løbet havde fransk arrangør, er spurten og bakken døbt “Côte d’Høve Stræde”. Spurten blev vundet af danske Magnus Cort fra EF Education-EasyPost.